# ハルメウ駅
ハルメウ駅（ハルメウえき）は、ルーマニア国サトゥ・マーレ県ハルメウ村にある、ルーマニア国鉄402号線の駅である。

## 駅構造

### ホーム
3面3線の地上駅。他に、多数の側線や貨物用ホームを持つ。
| 路線    | 方向   | 行先                                   | 備考 |
| ------- | ------ | -------------------------------------- | ---- |
| 402号線 | 南方向 | サトゥ・マーレ、ヴァレア、オラデア方面 | 普通 |

### ダイヤ[1]
一日8本の運行。普通列車のみが発着する。

## 隣の駅
ルーマニア国鉄
402号線
普通
ポルンベシティ駅 - ハルメウ駅

## その他
ルーマニア最北端の駅で、ウクライナとの国境に近い。